# あさご芸術の森美術館

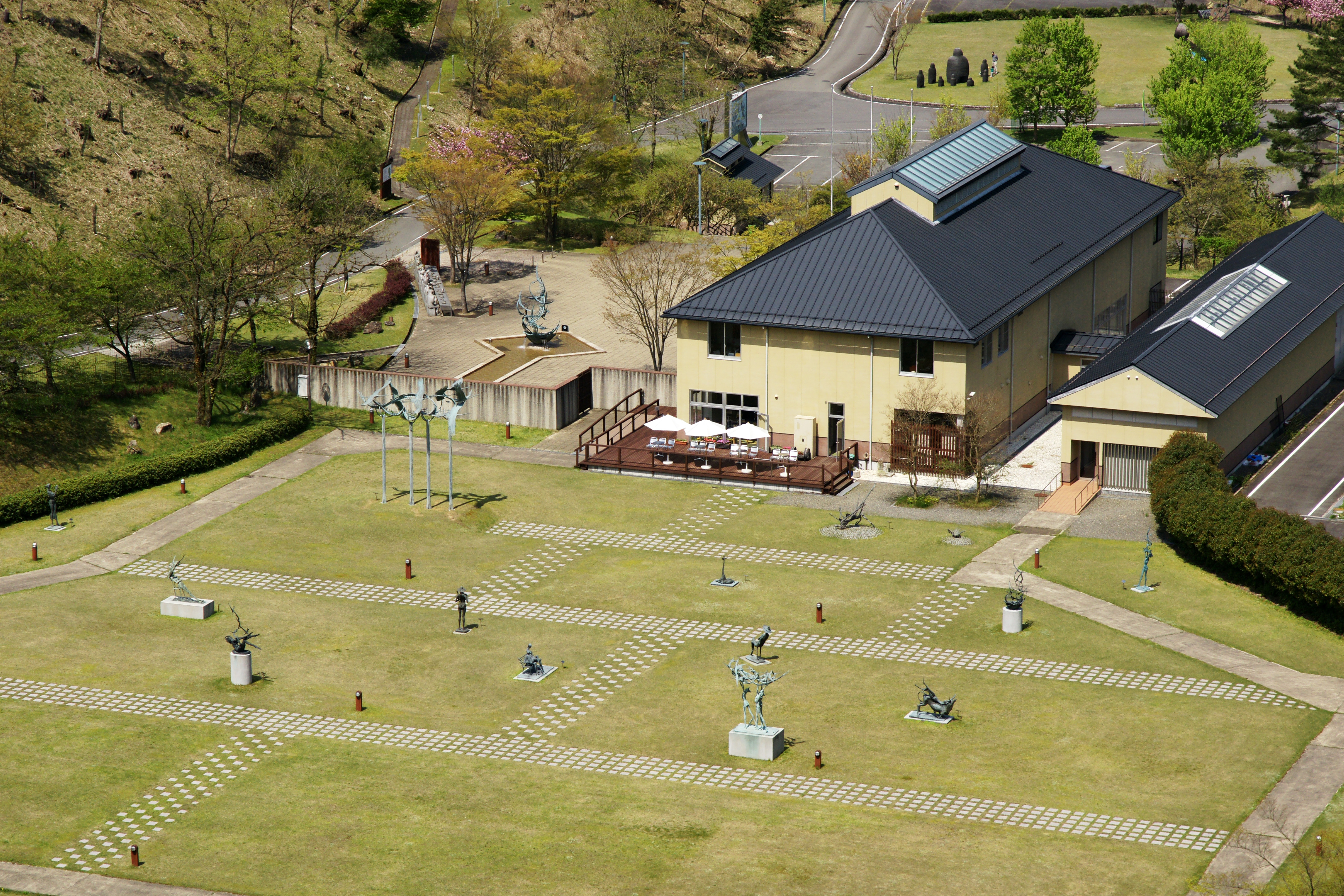
美術館全景

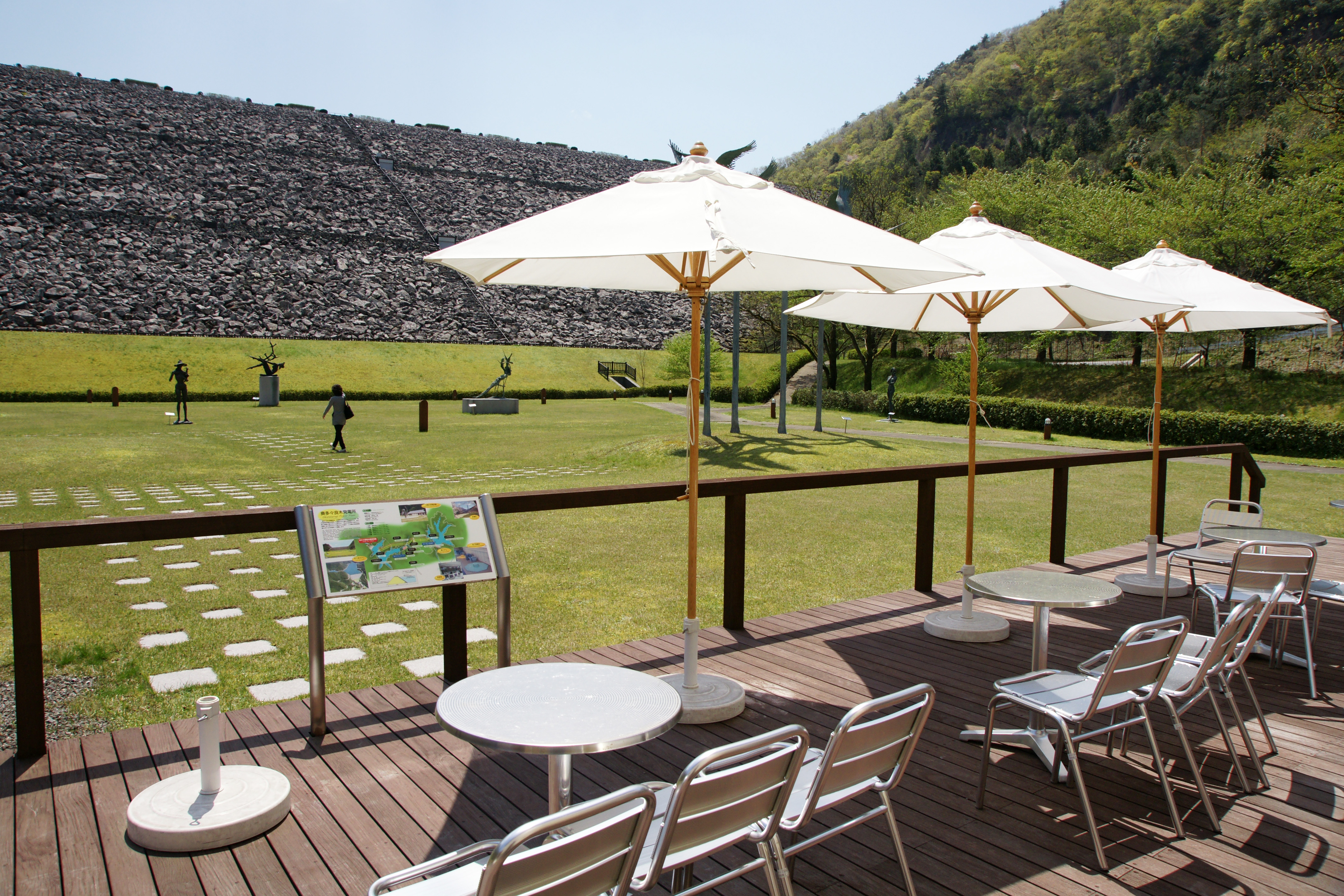
多々良木ダムを借景とする野外彫刻展示場に面するミュージアムカフェ

あさご芸術の森美術館（あさごげいじゅつのもりびじゅつかん）は、兵庫県朝来市のあさご芸術の森にある美術館。1999年に開館した。

## 概要
あさご芸術の森の中核施設で、多々良木ダムの直下の野外彫刻展示と屋内展示施設で構成され、朝来市出身の文勲彫刻家・淀井敏夫の作品群の常設展示と現代美術の企画展などを行う。
屋内施設には展示室のほかアトリエ室や情報コーナー等もあり、館主催のアートキャンプやワークショップを通じて地域への芸術文化普及を担う。
野外彫刻展示には彫刻作品が毎年2つずつ追加設置されている。
なお、あさご芸術の森の野外彫刻公園（南谷公園）は美術館施設ではなく緑地公園で、こちらでは公募展「野外彫刻展in多々良木」大賞受賞作等の現代美術家の作品が設置されている。
日本博物館協会会員館。兵庫県博物館協会加盟館。またひょうごっ子ココロンカードの対象施設になっている。

## 公募展
- あさご芸術の森大賞展
- 野外彫刻展in多々良木
- 花の絵画全国公募展

## 主な施設
- 淀井敏夫記念館
- 野外彫刻展示
- 展示室1～3
- 情報コーナー
- アトリエ室
- 会議室
- 応接室
- ミュージアムショップ
- カフェ
- ギャラリー四季彩

## 受賞
- IFPRA国際コンクールNations In Bloom2002金賞（2002年、「朝来町あさご芸術の森美術館・公園・宿泊施設」として）[4]
- グッドデザイン賞（2003年、「朝来町あさご芸術の森美術館・公園・宿泊施設」として）[5]

## 交通アクセス
- JR播但線 新井駅からタクシーで10分。
- JR山陰本線和田山駅および生野駅から周遊バス「たじまわる1号」で40分（8月の土日祝のみ運行）。

## 周辺情報
- 多々良木ダム
- 青倉神社
- 道の駅あさご
- あさご・ささゆりホール
- クラインガルテン伊由の郷
- ムーセ旧居（ムーセ旧居資料館、ムーセハウス写真館）
- 生野銀山
- 銀山まち回廊 - 生野書院、生野まちづくり工房井筒屋、但陽信用金庫会館（但陽会館・但陽美術館）